# Schloss Altenhammer

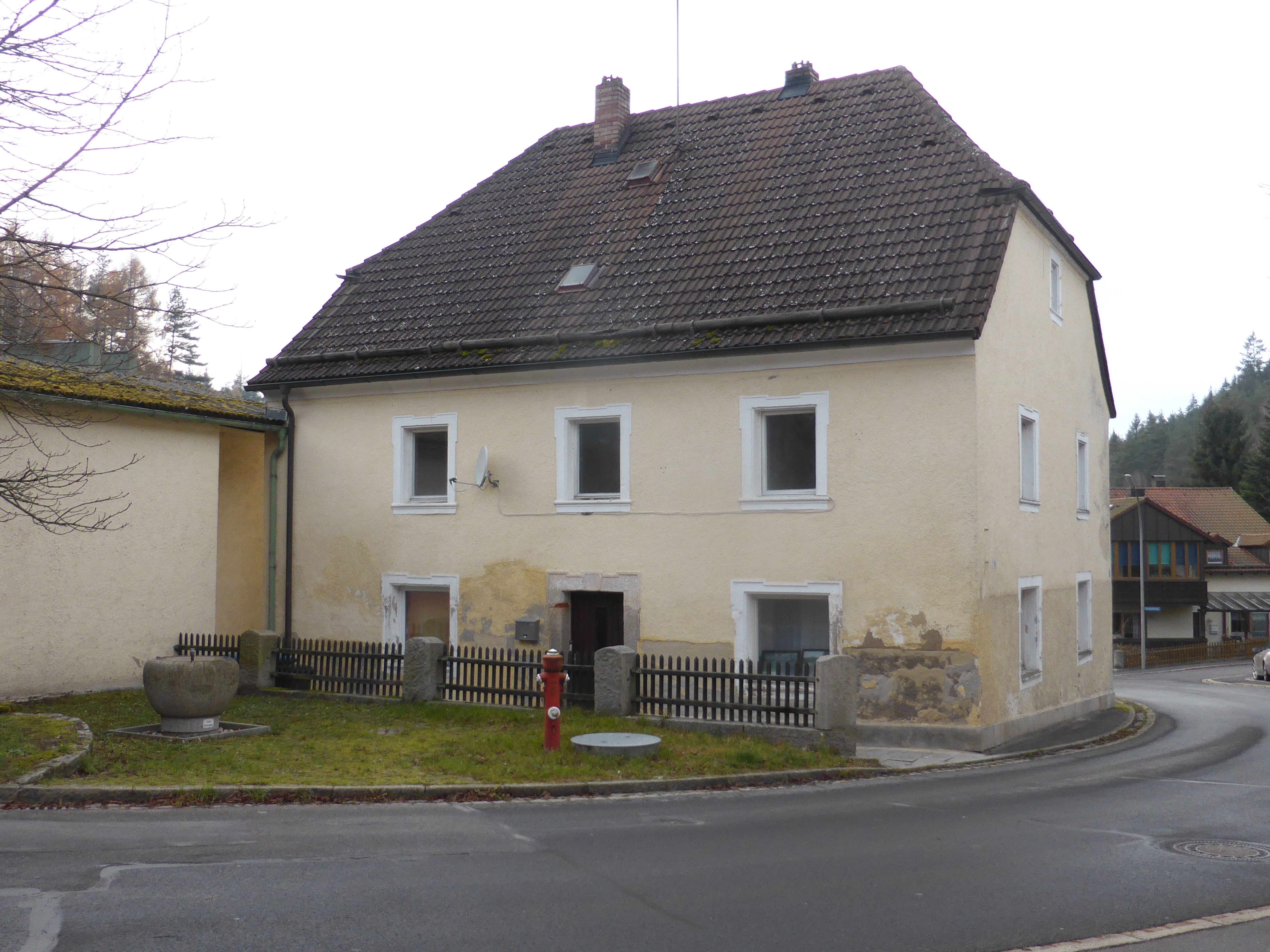
Schloss Altenhammer (2019)

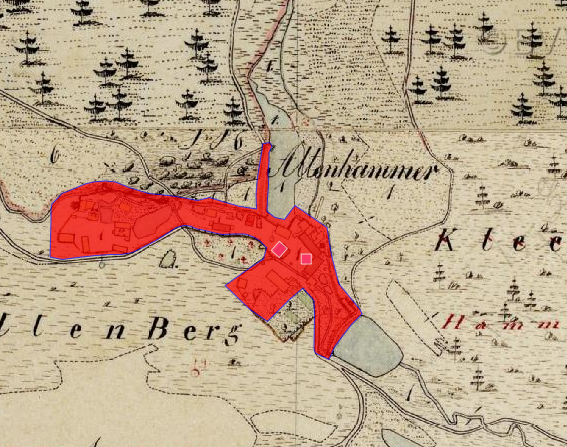
Lageplan von Schloss Altenhammer auf dem Urkataster von Bayern

Das Schloss Altenhammer befindet sich in Altenhammer (Flossenbürger Straße 17), einem Ortsteil der Gemeinde Flossenbürg im oberpfälzischen Landkreis Neustadt an der Waldnaab. Die Anlage ist unter der Aktennummer D-3-74-122-9 als denkmalgeschütztes Baudenkmal von Altenhammer verzeichnet. Ebenso wird sie als Bodendenkmal unter der Aktennummer D-3-6239-0061 im Bayernatlas als „Archäologische Befunde im Bereich des ehem. Hammerschlosses sowie des spätmittelalterlichen und frühneuzeitlichen Eisenhammers Altenhammer“ geführt.

## Geschichte
Die Geschichte des Schlosses und Eisenhammers Altenhammer wird bei der Geschichte des Ortes Altenhammer dargestellt.

## Baulichkeit
Das einfache Gebäude besitzt ein Halbwalmdach und Granitgewände. An diesen findet man die Inschrift „GNS – 1755“, die an die Bauzeit und den Erbauer Georg Nikolaus Sperl erinnert.